# Yachi-Eisenbahnbrücke
Die Yachi-Eisenbahnbrücke (chinesisch 成贵高铁鸭池河大桥) führt die Schnellfahrstrecke Chengdu–Guiyang zwischen Qianxi und Guiyang in der chinesischen Provinz Guizhou in einer Höhe von 272 m über den Yachi genannten mittleren Abschnitt des Wu Jiang, eines rechten Nebenflusses des Jangtsekiang.
Sie gehört damit zu den höchsten Brücken der Welt. Die Höhenangabe bezieht sich auf das ursprüngliche Flussbett des Yachi, der hier immer noch von der 18 km entfernten Suofengying-Talsperre aufgestaut wird. Wenn der Stausee bis zum Stauziel aufgestaut wird, liegen die Gleise daher nur noch 232 m über dem Wasserspiegel.
In dem bergigen Land liegt die zweigleisige Strecke in einer Höhe von etwa 1064 m über dem Meeresspiegel und mündet an beiden Enden der Brücke in den nächsten Tunneln.

## Beschreibung
Die 1004,40 m lange Eisenbahnbrücke ist eine Bogenbrücke mit einer Stützweite von 436 m und einer Pfeilhöhe von 115 m. Sie gehört damit auch zu den größten Bogenbrücken der Welt.
Ihr Bogen besteht aus einer stählernen Fachwerkkonstruktion mit zwei um 4,62° nach innen geneigten Bogenrippen, die durch einen Windverband verbunden und versteift sind. Der Bogen ist dadurch an den Widerlagern deutlich breiter als am Scheitel. Auch die Bauhöhe der etwa 4,17 breiten Bogenrippen verringert sich von 13,34 m an den Widerlagern auf 7,5 m am Scheitel. Die unteren Abschnitte der Bogenrippen sind mit einer Ummantelung aus Stahlbeton verstärkt. In den oberen Abschnitten sind die Bögen mit einer Stahlbetondecke verbunden.
Die Segmente des Bogens wurden mit einem Kabelkran angeliefert, der aus zwei 182 m hohen stählernen Türmen im Abstand von 460 m bestand. Es waren die höchsten je für eine Brückenmontage eingesetzten Türme. Sie wurden von Turmdrehkränen flankiert, die sie mit rund 35 m deutlich überragten. Die bei der Montage über das Tal ragenden Bogenteile wurden über die Türme abgespannt.
Der Fahrbahnträger durchquert den Bogen in seinem oberen Drittel, an dem er alle 8 m mit Hängern befestigt ist. Er wird durch Betonpfeiler mit Hohlquerschnitt gestützt. Zwei Pfeiler stehen auf den Bogenansätzen. Ihre Pfeilerachsabstände betragen 8×32,7 + 32,7 + 2×61,75 + 336 + 2×61,75 + 32,7 + 2×24,7 m. Der Fahrbahnträger besteht aus Spannbeton-Hohlkästen mit unterschiedlichem Querschnitt. Auf den Pfeilern über den Widerlagern wurde der nach beiden Seiten 61,75 m weit auskragende Fahrbahnträger im Freivorbau erstellt. Die Gleise sind auf einer Festen Fahrbahn verlegt.
Zu Beginn der Bauzeit wurde für das Personal neben dem Bauplatz eine rund 350 m lange und 3,5 m breite Seilbrücke über das Tal gespannt, die kurz vor der Fertigstellung der Brücke wieder abgebaut wurde.
Etwa 45 km flussaufwärts steht die Najiehe-Eisenbahnbrücke die bis zur Eröffnung der Chenab Bridge im indischen Unionsterritorium Jammu und Kashmir im Jahr 2025, die höchste Brücke der Welt war.